# Air Geo Sky
Geo Sky ist eine georgische Frachtfluggesellschaft mit Sitz in Tiflis.

## Geschichte
Das Unternehmen Airline GEO Sky LLC (Firmierung & Internetauftritt unter Airline Geo Sky/Air Geo Sky) wurde im Jahr 2017 gegründet und operiert weltweit. Das Air Operator Certificate erhielt die Fluggesellschaft durch die georgische Luftfahrtbehörde im Juli desselben Jahres. Im Rahmen des EU-Sicherheitsgenehmigungsverfahrens für ausländische Luftfahrtunternehmen (PART-TCO) hat die Europäische Agentur für Flugsicherheit 2017 Geo Sky eine einheitliche Flugsicherheitsgenehmigung erteilt, womit Flüge in die EU und EFTA Staaten ohne separate Genehmigung der einzelnen Länder möglich sind. Des Weiteren ist das Unternehmen als Wartungsbetrieb für die Versionen der Boeing 747-200/-300 und den Hubschraubertyp Agusta Westland AW109-K2 zertifiziert.
Geo Sky Airlines ist einer der letzten Betreiber der zivilen Version der Boeing 747-200.

## Flotte
Mit Stand Mai 2025 besteht die Flotte der Geo Sky aus drei Frachtflugzeugen mit einem Durchschnittsalter von 29,9 Jahren:
| Flugzeugtyp     | Anzahl | bestellt | Anmerkungen | Kapazität (in t) | Durchschnittsalter (September 2021) |
| --------------- | ------ | -------- | ----------- | ---------------- | ----------------------------------- |
| Boeing 747-200F | 1      |          |             | 105              | 38,3 Jahre                          |
| Boeing 767-300  | 2      |          |             | 56,5             | 25,7 Jahre                          |
| Gesamt          | 3      |          |             |                  | 29,9 Jahre                          |